# North Greenwich
North Greenwich – podziemna stacja metra w Londynie, położona w dzielnicy Greenwich, w bezpośrednim sąsiedztwie The O2. Została otwarta jako część nowego odcinka Jubilee Line w 1999 roku. Jej głównym projektantem był Will Alsop. Perony zostały wyposażone w drzwi automatyczne, uniemożliwiające wejście na tory, gdy nie ma na nich pociągu. Rocznie ze stacji korzysta ok. 17,3 mln pasażerów. Leży na granicy drugiej i trzeciej strefy biletowej.